# Internet Architecture Board
Pour les articles homonymes, voir IAB.
L’Internet Architecture Board (IAB) est le comité chargé de la surveillance et du développement de l'Internet désigné par l’Internet Society (ISOC).  Il est organisé en groupes de travail (task forces) dont le plus connu est l’Internet Engineering Task Force (IETF), chargé des orientations architecturales à long terme, des procédures d’appel lors du processus de standardisation et de diverses autres tâches. Ses membres sont nommés selon une procédure décrite par  la RFC 3677.
L’organisation à l'origine de l’IAB a été créée par le Defense Advanced Research Projects Agency (DARPA) sous le nom Internet Configuration Control Board en 1979. En septembre 1984, il devient l’Internet Advisory Board puis l’Internet Activities Board en 1986.
Il est finalement nommé Internet Architecture Board sous les auspices de l’ISOC en 1992, ce qui marque son indépendance vis-à-vis du gouvernement américain.
C'est l’IAB qui se charge des déclarations solennelles comme les RFC 3869 (IAB Concerns and Recommendations Regarding Internet Research) ou le RFC 1984 (IAB and IESG Statement on Cryptographic Technology). Rares sont les RFC signés par l’IAB, ce statut est réservé à ceux jugés comme méritant un statut particulier.
Les diverses autres missions de l'IAB sont :
- d'approuver les nominations proposées par le Comité de nomination de l’IESG,
- d'examiner en appel les requêtes contre certaines décisions de l’IESG,
- d'approuver la nomination de l’IANA (aujourd’hui sous le contrôle de l’ICANN),
- de conseiller l’ISOC,
- d'encadrer les relations de l’IETF avec les autres organismes de standardisation.